# Parapholidoptera ziganensis
Parapholidoptera ziganensis is een rechtvleugelig insect uit de familie sabelsprinkhanen (Tettigoniidae). De wetenschappelijke naam van deze soort is voor het eerst geldig gepubliceerd in 1964 door Karabag.